# Alojzy Bąk
Alojzy Bąk (ur. 22 grudnia 1897 w Kobylej Górze, zm. wiosną 1940 w Charkowie) – major lekarz weterynarii Wojska Polskiego, doktor, kawaler Orderu Virtuti Militari, ofiara zbrodni katyńskiej.

## Życiorys
Urodził się w Kobylej Górze, w rodzinie Augustyna i Marii z Czekałów. Ukończył gimnazjum w Kępnie. W latach 1916–1918 służył w armii niemieckiej. 
W styczniu 1919 wstąpił do 8 pułku Strzelców Wielkopolskich (późniejszy 62 pp). Mianowany podporucznikiem, objął dowództwo kompanii. Brał udział w walkach pułku na Froncie Południowym powstania wielkopolskiego, był dwukrotnie ranny. Po powstaniu został przeniesiony do 16 DP i uczestniczył w formowaniu 64 pp w Grudziądzu. Następnie walczył w wojnie polsko-bolszewickiej.
Po przejściu do rezerwy wstąpił do Akademii Medycyny Weterynaryjnej we Lwowie, którą ukończył w 1927 roku. W czasie studiów działał w Korporacji Studentów Akademii Medycyny Weterynaryjnej Lutyko-Venedya. 
W 1927 pozostawał w dyspozycji dowódcy Okręgu Korpusu Nr II. Z dniem 31 lipca tego roku został przeniesiony w stan nieczynny na okres siedmiu miesięcy z równoczesnym przeniesieniem do kadry oficerów służby weterynaryjnej. Z dniem 31 lipca 1928 został mu przedłużony okres pozostawania w stanie nieczynnym o kolejnych sześć miesięcy. Z dniem 1 lutego 1929 został powołany ze stanu nieczynnego z równoczesnym przeniesieniem służbowym do Wojskowej Pracowni Weterynaryjnej w Warszawie.
W 1929 obronił pracę doktorską pt. „Przyczynek do badań nad wpływem temperatury na zjawisko aglutynacji pałeczek grupy paratyfusowej”. Na stopień majora został mianowany ze starszeństwem z 19 marca 1939 i 5. lokatą w korpusie oficerów weterynarii. W tym czasie pełnił służbę w Centrum Wyszkolenia i Badań Weterynaryjnych w Warszawie na stanowisku kierownika laboratorium.

W 1939 walczył w  kampanii wrześniowej. Po agresji ZSRR na Polskę w nieznanych okolicznościach dostał się do niewoli sowieckiej. Przebywał w obozie w Starobielsku. Wiosną 1940 został zamordowany przez funkcjonariuszy NKWD w Charkowie i pogrzebany potajemnie w bezimiennej mogile zbiorowej w Piatichatkach, gdzie od 17 czerwca 2000 mieści się oficjalnie Cmentarz Ofiar Totalitaryzmu w Charkowie. Figuruje na Liście Starobielskiej NKWD pod poz. 198.
5 października 2007 minister obrony narodowej Aleksander Szczygło mianował go pośmiertnie na stopień podpułkownika. Awans został ogłoszony 9 listopada 2007 w Warszawie, w trakcie uroczystości „Katyń Pamiętamy – Uczcijmy Pamięć Bohaterów”.

## Ordery i odznaczenia
- Krzyż Srebrny Orderu Wojskowego Virtuti Militari nr 1914
- Krzyż Niepodległości (20 lipca 1932)[15]
- Krzyż Walecznych (dwukrotnie)[16]
- Srebrny Krzyż Zasługi (19 marca 1937)[17]
- Medal Pamiątkowy za Wojnę 1918–1921[1]
- Medal Dziesięciolecia Odzyskanej Niepodległości[1]
- Odznaka za Rany i Kontuzje z dwiema gwiazdkami[18]